# Saidinwegen
De Saidinwegen zijn magische wegen, uit de boekencyclus Het Rad des Tijds van de schrijver Robert Jordan.
De Saidinwegen zijn tijdens de Tijd van Waanzin met De Ene Kracht door de mannelijke Aes Sedai gemaakt voor de Ogier, uit dank voor hun onderdak en bescherming in de stedding. Het is een magisch wegenstelsel van doorgangen van de ene naar de andere stedding, die alle binnen korte tijd (maximaal een dag) bereikbaar zijn, ongeacht de afstand. De Saidinwegen zijn een aparte wereld, die los staat van de andere wereld; als het land tussen twee steddings verwoest is blijven de wegen onveranderd. Dit was in de Tijd van Waanzin van groot belang, omdat de wereld toen voortdurend drastisch veranderd werd. 
De Ogier ontvingen, toen de mannelijke Aes Sedai de steddings verlieten, bovendien de 'Talisman van Groei'. Dit is een ter'angreaal die gaat werken door een bepaald soort zang, en waarmee de Ogier de saidinwegen kunnen uitbrengen. Zo kweekte de Ogier het stelsel van stedding naar stedding, van Saidinpoort naar Saidinpoort. Deze poorten worden in werking gesteld door het plaatsen van de sleutel in de vorm van een Avendesora-blad, en kunnen hierdoor ook worden afgesloten. Vernietiging van een poort is uiterst moeizaam en wordt zelden gedaan.
Omdat de saidinwegen gebouwd zijn met de Ene Kracht, die binnen een stedding niet werkt, werden de poorten altijd vlak buiten een stedding geplaatst. Met het groeien van het netwerk van saidinwegen, verbonden de wegen niet alleen de steddings, maar ook de grote steden waar de Ogier vaak hun bouwwerken oprichtten, waardoor de steden voor de Ogier gemakkelijk te bereiken waren. Bijna tweeduizend jaar boden de wegen een veilige reis aan Ogier en mensen. 
Vanaf de Oorlog van de Honderd Jaren betrad echter het kwaad de wegen, in de vorm van 'Machin Shin', een dodelijke zwarte wind, die jaagt op reizigers met wie het zich voedt. Of dit kwaad veroorzaakt is door de betreffende oorlog of een natuurlijke parasiet is of voortkomt uit de smet op Saidin, is onduidelijk. De wegen werden echter donker en kwaadaardig, en de Ogier verboden de mensen en de Ogier om nog langer met behulp van de wegen te reizen. Tijdens de huidige tijd blijken echter de troepen van de Duistere de wegen wel te gebruiken, al worden zij niet door Machin Shin gespaard.